# NGC 5745-2
NGC 5745-2 (другие обозначения — MCG -2-38-4, VV 98) — галактика в созвездии Весы.
Этот объект не входит в число перечисленных в оригинальной редакции «Нового общего каталога» и был добавлен позднее.